# Julius von Raatz-Brockmann

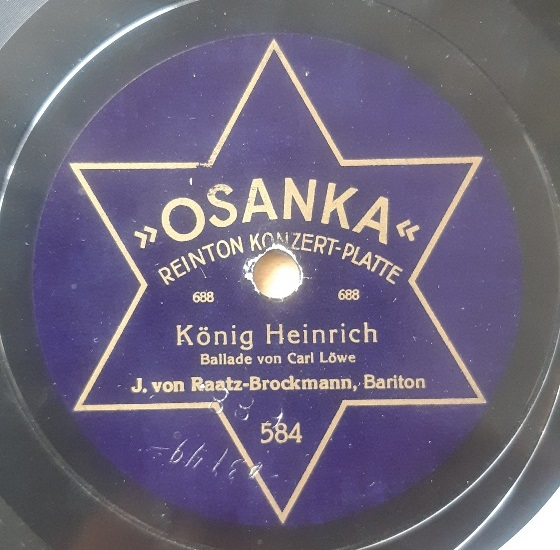
Späte Veröffentlichung einer Anker-Aufnahme (Berlin 1910)

Julius von Raatz-Brockmann (* 29. April 1870 in Hamburg; † 7. Dezember 1944 in Perleberg) war ein deutscher Konzertsänger (Bariton) und Gesangspädagoge.

## Leben
Raatz-Brockmann studierte zunächst Rechtswissenschaft in Bonn und Innsbruck, nahm dann aber eine Gesangsausbildung auf, die ihn nach Berlin und Mailand führte. Er trat zwar gelegentlich auch auf der Bühne auf (wie z. B. 1905 am Hoftheater Dessau in der Titelpartie in "Hans Heiling" von Heinrich Marschner), hatte aber seine großen Erfolge im Konzertsaal – als Solist in Oratorien und geistlichen Musikwerken, als Lieder- und Balladensänger und insbesondere als Bach-Interpret. Auch außerhalb Deutschlands hatte er bedeutende Erfolge: in Wien (1912), in Kopenhagen (1922), in Turin und Oslo (1923), bei einer Holland-Tournee (1923), in Zürich (1923), in Riga und Reval (1925), in Basel (1925), und in Stockholm und in Göteborg (1925–26). Gegen Ende der 1920er Jahre erblindete er. 
Ab 1907 lebte er in Berlin, wo er auch als gesuchter Gesangspädagoge tätig war. 1923 wurde er als Professor an die Akademische Hochschule für Musik in Berlin-Charlottenburg berufen. Unter seinen Schülern waren Leonor Engelhard, Emmy Hagemann, Rolf Heide, Jan Heytekker, Otto Hopf, Paul Kötter, Konstanze Nettesheim, Hans Hermann Nissen, Paula Salomon-Lindberg, Arno Schellenberg, Else Schürhoff, Frithjof Sentpaul und Henny Wolff.

## Schallplatten
Schallplatten bei Anker (Berlin 1910) und Odeon (Berlin 1910, Loewe-Balladen und 1913, Auszüge aus Schuberts "Winterreise").